# يان بوير
يان بوير (بالإنجليزية: Ian Bowyer)‏ هو لاعب كرة قدم بريطاني، ولد في 6 يونيو 1951 في ليتل سوتون في المملكة المتحدة. لعب مع مانشستر سيتي ونادي سندرلاند ونادي ليتون أورينت ونادي هيرفورد ونوتينغهام فورست.

## وصلات خارجية
- يان بوير على موقع قاعدة بيانات كرة القدم.إي يو (الإنجليزية)
- يان بوير على موقع عالم كرة القدم.نت (الإنجليزية)